# 新韓民主党
新韓民主党（しんかんみんしゅとう）は、第五共和国時代の大韓民国の保守政党。略称は新民党（しんみんとう、신민당）。

## 概要

新韓民主党のロゴ

新韓民主党の党旗

1984年11月30日に在野勢力が結成した「民主化推進協議会」（民推協）を後ろ盾として、政治刷新法による政治活動禁止措置が解禁されたばかりの旧新民党の政治家を主軸に1985年1月18日、新民党が結成された。同日に行なわれた創党大会では総裁に李敏雨を、副総裁に金禄永・李基澤・趙淵夏・金守漢・盧承煥の5名が選出された。
- 発起趣旨文（一部のみ掲載）[2]

1. 政治活動規正法の廃止と全面解禁
2. 平和的政権交代のための制度改革
3. 総選挙勝利

- 党結成宣言文（一部）[3]

｢民主熱望と民主的力量を総結集し、民族の主体勢力として、あらゆる反民主勢力とその要素を果敢に除去するための闘争の先頭にたつ｣
- 政治綱領[4]

1. 大統領中心制と大統領直選制
2. （大統領の）任期4年で再選は一回のみとする
3. 一切の独裁と独占の排除
4. 地方自治制の早期実施
5. 言論基本法の廃止
6. 軍の政治的厳正中立

大統領直選制の復活と民主化実現を公約に掲げて選挙戦に挑み、党結成から二十日後に行なわれた第12代総選挙では、党結成から一ヶ月も経っていないにもかかわらず、ソウル特別市や釜山直轄市などの大都市部を中心に躍進し、官製野党と揶揄されていた民主韓国党（民韓党）を大きく上回る67議席を獲得、第一野党となった。さらに、選挙後に民韓党や他野党からの入党者が相次いだため、1985年4月18日時点で100議席以上（102議席）となり、国会を単独で召集できるまでになったことで、与党民主正義党（民正党）との両党制の状況が出現した。
選挙で躍進した新民党は、大統領直選制実現の為の憲法改正を求める「1000万人改憲署名運動」を開始するなど院外での活動を活発化させた。しかし、両金（金泳三・金大中）の実質的党支配に反発した一部勢力が85年末に新民党を離党し、86年8月に民衆民主党を結成するなど党内部では葛藤も見られた。そして1986年12月24日、李敏雨総裁が民正党が提案した議院内閣制改憲を容認し、与野党間で妥協を図る｢李敏雨構想｣を発表すると、あくまで大統領直接選挙制を求める勢力との内紛が起こり、大統領直接選挙制を支持する金大中・金泳三支持議員70名以上が離党して金泳三を総裁に統一民主党（1987年5月1日）を結成した。統一民主党結成で院内第一党の地位から転落した新民党は、1988年4月の総選挙後に中央選挙管理委員会の権限で解党された。

## 党勢推移
| 代           | 年月日        | 議席数 | 議席数 | 議席数 | 得票率 |
| 代           | 年月日        | 合計   | 地域区 | 全国区 | 得票率 |
| ------------ | ------------- | ------ | ------ | ------ | ------ |
| 第12代総選挙 | 1985年2月12日 | 67     | 50     | 17     | 29.3％ |
| 第13代総選挙 | 1988年4月26日 | 0      | 0      | 0      | 0.2％  |